# 逃走的魚兒們～單曲音樂影片集～
《逃走的魚兒們～單曲音樂影片集～》（日语：逃した魚たち〜シングル・ビデオコレクション〜）是日本組合AKB48的首套音樂影片集，由DefSTAR Records於2010年7月14日發行，與精選輯《SET LIST～Greatest Songs～完全盤》 一同推出。

## 概要
音樂影片集分為普通版和限量發售完全版，普通版和限量發售完全版收錄了自AKS發行的首張單曲《櫻花的花瓣們》至DefSTAR Records發行的最後一張單曲《浪漫、不需要》，總共10張單曲的音樂影片和電視廣告，限量發售完全版則另外收錄了音樂影片的製作特輯、《想見你》的多角度舞蹈影片和AKB48成員對音樂影片的評論，兩款版本預先購買的話同樣獲贈B2大小的海報一張，限量發售完全版則附加可替換封面和生寫真一張，如果與《SET LIST～Greatest Songs～完全盤》一同購買的話，另外贈送明信片一張。2010年5月21日，成員們的設計造型首度被Oricon披露。6月30日，音樂影片集開始供網上下載。

## 銷量
音樂影片集發售首週以8.1萬銷量取得Oricon公信榜第一位，打破早安少女組。在2001年創下的紀錄，更新自己在DVD排行榜的最高紀錄，並且較上張DVD《向日葵组 1st Stage「我的太阳」》相比，銷量增加超過20倍。

## 參與成員
- Team A：多田愛佳、片山陽加、小嶋陽菜、篠田麻里子、高橋みなみ、 仲川遙香、 仲谷明香、前田敦子和松原夏海
- Team K：秋元才加、板野友美、梅田彩佳、大島優子、小野惠令奈、菊地あやか、 田名部生來、峯岸みなみ、宮澤佐江和米澤瑠美
- Team B：奧真奈美、河西智美、柏木由紀、小林香菜、佐藤夏希、平嶋夏海、增田有華和渡邊麻友
- SDN48：浦野一美、 大堀惠、 佐藤由加理和野呂佳代

### 想見你的多角度舞蹈影片
- Team A：岩佐美咲、 倉持明日香、 中田ちさと、 前田亞美和松原夏海
- Team K：小野惠令奈、藤江れいな和松井咲子
- Team B：石田晴香、奧真奈美、小林香菜、佐藤亞美菜、佐藤夏希、佐藤すみれ、鈴木まりや和近野莉菜
- 研究生：石黑貴己、竹内美宥、森杏奈和橫山由依

### 音樂影片評論
- 前田敦子、大島優子、小嶋陽菜和高橋みなみ

## 音樂影片
1. 《想見你》
2. 《制服真礙事》
3. 《曾不屑一顧的愛情》
4. 《BINGO!》
5. 《我的太陽》
6. 《妳正在看着夕陽嗎？》
7. 《浪漫、不需要》
8. 《櫻花的花瓣們2008》
9. 《櫻花的花瓣們》
10. 《裙襬飄飄》